# Pindad SS-1
Le  Pindad SS-1 (en indonésien: Senapan Serbu 1, "Fusil d'Assaut 1") est le fusil d'assaut standard des forces armées indonésiennes depuis 1991 et est maintenant remplacé par un modèle conçu localement : le PT Pindad SS-2.

## Un FN FNC indonésien

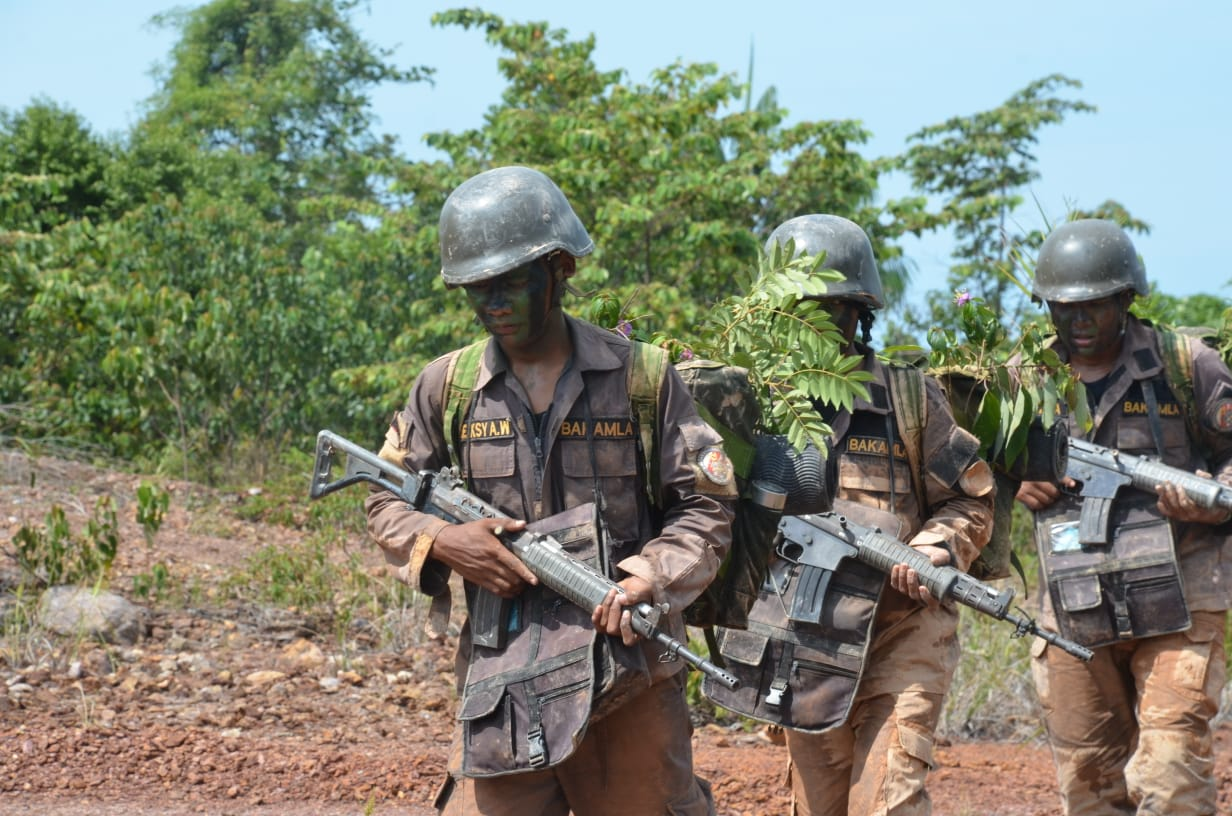
Des membres de l’Agence de la sécurité maritime de la république d'Indonésie en 2019 armés de Pindad SS-1.

Remplaçant le Beretta BM-59, il est issu du FN FNC et construit par PT Pindad (Bandung, Indonésie) grâce à l'obtention d'une licence auprès de la FN Herstal. Le SS-1/V1 est quasiment identique à son modèle belge.
Les ingénieurs indonésiens ont décliné le SS-1 pour l'armée de terre (série V) et pour la marine (série M).

## SS-1/V1
Le SS-1 V1 est la version la plus courante dans l'armée de terre indonésienne. Elle possède un canon long et une crosse repliable

## SS-1/V2
C'est la version carabine du fusil d'assaut SS-1/V1 . La SS-1/V2 dispose donc d'un canon raccourci, la rendant  compacte et adaptée pour les situations en zone urbaine.

## Fiche technique SS-1/V3
- Munition : 5,56 mm OTAN
- Portée efficace : 350 m
- Masse (fusil déchargé) : 3,9 kg
- Longueur crosse dépliée/repliée : 89 cm
- Capacité du chargeur : 30 coups (cintré type M16A1)
- Visée d'origine : hausse et guidon (montage pour optique en option

## SS-1/V3
Le SS-1/V3 est un fusil d'assaut SS-1/V1 dont la crosse est fixe et en polymère noir.

## SS-1/V4
Version de tir de précision du modèle standard pouvant recevoir une lunette.

## SS-1/V5
Version très compacte de la gamme SS-1 (canon de 25,2 cm). En service chez les artilleurs, le génie, les troupes de l'arrière et les Forces spéciales (combat en milieu clos). Les FS indonésiennes dispose du SS-1/R5 plus léger et pouvant recevoir une baïonnette et des optiques

## Fiche technique SS-1/V5
- Munition : 5,56 mm OTAN
- Portée efficace : 250 m
- Masse (fusil déchargé) : 3,7 kg
- Longueur crosse dépliée : 77 cm
- Capacité du chargeur : 30 coups (cintré type M16A2)
- Visée d'origine : hausse et guidon (montage pour optique en option)

## Diffusion
L’armée indonésienne en fait usage contre les mouvements sécessionnistes au nord de Sumatra (Aceh), en Nouvelle-Guinée occidentale (anciennement Irian Jaya) ainsi que dans l’archipel des Moluques où se déroule des troubles très violents (largement organisés et instrumentalisés par des factions au pouvoir en Indonésie) entre chrétiens d’une part et musulmans (accourus essentiellement de Java) d’autre part.

## Utilisateurs
- Cambodge : Exporté en 1991.
- Indonésie
- Nigeria
- Émirats arabes unis: Exporté en 1992.